# Комплексный технический контроль
Комплексный технический контроль — контроль за состоянием функционирования своих радиоэлектронных средств и их защиты от технических средств разведки противника. Осуществляется в интересах радиоэлектронной защиты. Включает радио-, радиотехнический, фотографический, визуально-оптический контроль, а также контроль эффективности защиты информации от её утечки по техническим каналам при эксплуатации средств передачи и обработки информации.
Задача комплексного технического контроля — недопущение или пресечение нарушений безопасности функционирования своих радиоэлектронных средств, в частности, превышение допустимых параметров радиоизлучений или передачи по открытым каналам связи секретных сведений либо информации для служебного пользования.

## Методы комплексного технического контроля

### Радиотехнические методы контроля

#### Радиоконтроль
Радиоконтроль — контроль возможности получения информации противником с использованием радиопоиска, перехвата, анализа информации, передаваемой с помощью своих радиоэлектронных средств. Радиоконтроль использует такие методы и средства, как:
- выделение и анализ сигнала из линий и каналов связи;
- анализ трафика, распознавание ключевых слов, получение текста и анализ тем;
- системы распознавания речи;
- непрерывное распознавание речи;
- идентификация говорящего и другие методы выбора голосовых сообщений;

В целом радиоконтроль подобен радиоразведке, но направлен на свои радиоэлектронные средства.

#### Радиотехнический контроль
Радиотехнический контроль — контроль возможности сбора и обработки информации противником о технических параметрах радиоэлектронных средств, таких, как положение источника излучения, его скорость, наличие данных в излучаемых сигналах. Средства радиотехнического контроля позволяют:
- установить несущую частоту передающих радиосредств;
- определить координаты источников излучения;
- измерить параметры импульсного сигнала (частоту повторения, длительность и другие параметры);
- установить вид модуляции сигнала;
- определить структуру боковых лепестков излучения радиоволн;
- измерить поляризацию радиоволн;
- установить скорость сканирования антенн и метод обзора пространства радиолокационных станций;
- проанализировать и записать информацию.

#### Радиолокационный контроль
Радиолокационный контроль — контроль за техническими параметрами радиоизлучения от своих радиолокационных станций.

### Электронно-оптические методы контроля
- Телевизионный контроль — контроль возможности получения информации противником с помощью телевизионных камер
- Инфракрасный контроль и радиотепловой контроль — контроль возможности получения информации противником при использовании в качестве источника информации либо собственного теплового излучения объектов, либо переотражённого излучения Луны, звёздного неба.
- Контроль лазерных излучений — контроль за состоянием функционирования своих радиоэлектронных средств, использующих при работе лазеры.

### Электронно-акустические методы контроля
- Акустический контроль — контроль возможности получения информации противником путём приёма, регистрации, обработки и анализа акустических сигналов, распространяющихся в воздушной среде.
- Гидроакустический контроль — контроль возможности получения информации противником путём приёма, регистрации, обработки и анализа принятых гидроакустических сигналов.

## Субъекты и объекты при ведении комплексного технического контроля
Субъектом комплексного технического контроля могут выступать как государственные структуры (например, подразделения комплексного технического контроля в Вооружённых Силах), так и специальные подразделения служб безопасности коммерческих организаций. Объектом комплексного технического контроля выступают свои структуры, подразделения или физические лица.